# پری بلنده
سکینه قاسمی مشهور به پری‌بُلنده ، کارگر جنسی ایرانی بود که پس از انقلاب ۱۳۵۷ ایران و در پی به‌آتش کشیده‌شدن محلهٔ شهر نو به‌دست انقلابیون، دستگیر شده و با حکم صادق خلخالی در ۲۱ تیر ۱۳۵۸ به اتهام «فساد فی‌الارض»، همراه با ۲ کارگر جنسی دیگر اعدام شد. در ادبیات معاصر و فرهنگ عامه نیز چند بار به وی و سرنوشتش اشاره شده‌است. از پری بلنده، اشرف چهارچشم و ثریا ترکه به عنوان نخستین زنانی یاد می‌شود که پس از انقلاب بهمن ۱۳۵۷ اعدام شدند.

## زندگی
اطلاعات دقیقی از زندگی او در دسترس نیست. طبق بعضی از منابع، متولد قزوین بود و در محلهٔ شهرنو در تهران کارگریِ جنسی می‌کرد. پس از انقلاب ۱۳۵۷ ایران و با غیرقانونی شدن کارگری جنسی و به آتش کشیده شدن خانه‌های محلهٔ شهرنو و دستگیری بعضی از کارگران جنسی، به جرم بر پا کردن روسپی‌خانه و نیز کارگری جنسی در دادگاه انقلاب محاکمه شده و به حکم قاضی شرع به اعدام محکوم شد. طبق گزارش‌های رسمی در ساعت ۱ بامداد ۲۱ تیر ۱۳۵۸ همراه با دو کارگر جنسی دیگر اعدام شد.
وی همچنین به همراه شعبون بی مخ در کودتا ۲۸مرداد شرکت داشت . 
وی ظاهراً به دلیل داشتن قد بلند، ابتدا به «پری قد بلنده» و بعدها به «پری بلنده» شهرت یافت.

## زندان قبل از انقلاب
طبق آنچه در خاطرات یکی از زندانیان سیاسی قبل از انقلاب منتشر شده‌است. پری‌بلنده در بین سال‌های ۱۳۵۰ تا ۱۳۵۲ در زندان قصر در بخش جنحه و جنایی بود. عاطفه جعفری - که عضو سازمان چریک‌های فدایی خلق ایران بود و در خانهٔ تیمی دستگیرشده بود - در خاطرات زندانش می‌نویسد:
زن‌های عادی… یک بار که با خانم دکترِ زندان، بگومگو داشتند و معترض بودند که به اندازهٔ کافی داروی مُسکن نمی‌دهد و به آن‌ها نمی‌رسد، در میان فحش‌های رکیک، یک‌باره پری بلنده فریاد زد: «خوبه ما هم مثل سیاسیا (سیاسی‌ها) عکسِ شاه رو لوله کنیم و بچپونیم توی… تا به ما هم مثل اونا برسین؟!» پری بلنده زیبا و با دل و جرئت و آدم قابل‌اعتمادی بود. شنیدم در [حکومت] جمهوری اسلامی، او و چند زن دیگر را به جرم روسپی‌گری، در ملاءعام اعدام کرده‌اند.

## دستگیری و اعدام
سکینه قاسمی در ۲۱ تیر ۱۳۵۸ همراه با دو کارگر جنسی دیگر اعدام شد.

### روزنامه کیهان

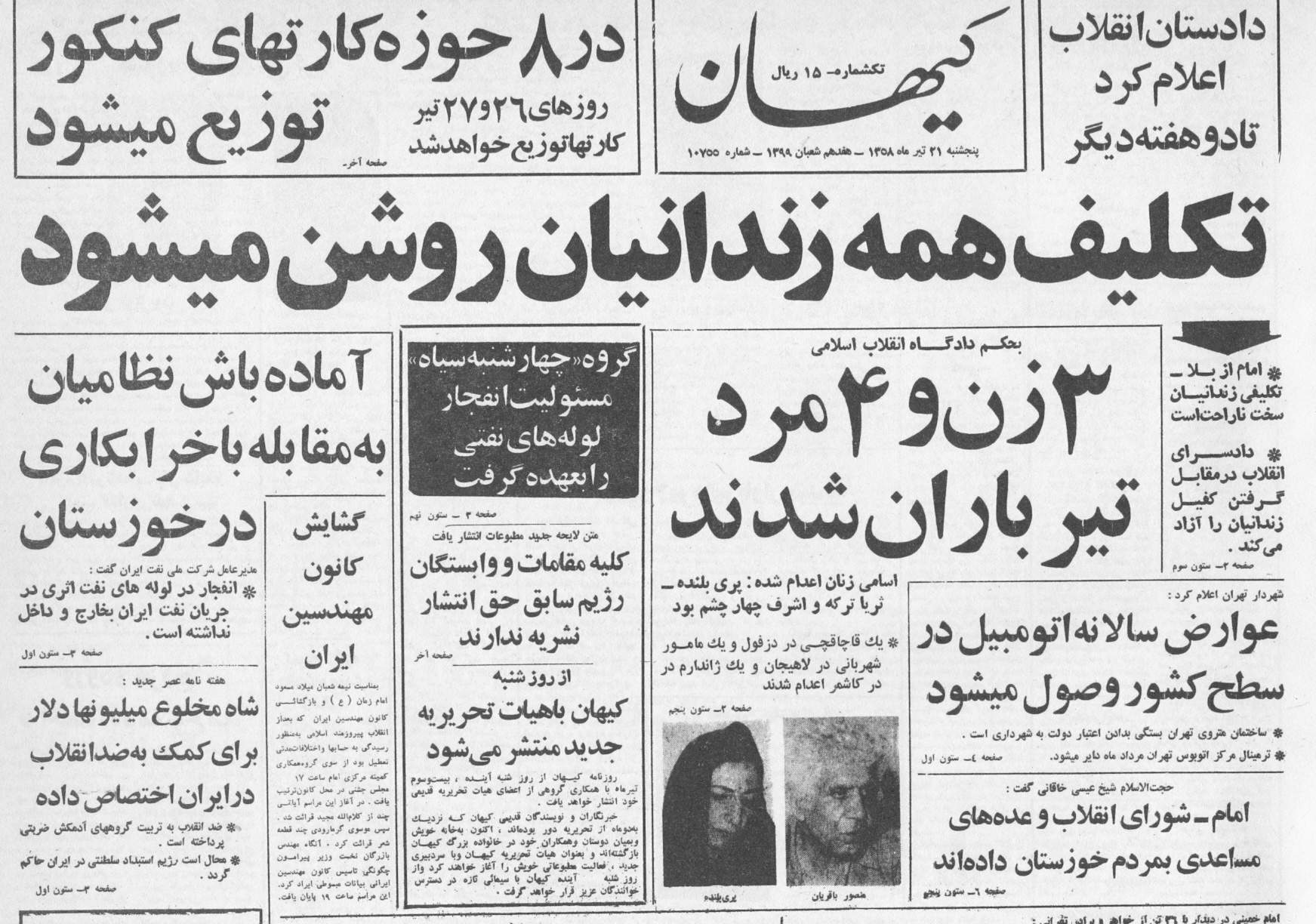
روزنامه کیهان مورخ ۲۱ تیر ۱۳۵۸.

روزنامهٔ کیهان پنج‌شنبه ۲۱ تیر ۱۳۵۸ در تیتر درشتی نوشته‌است: «به‌حکم دادگاه انقلاب اسلامی ۳ زن و ۴ مرد تیرباران شدند» در تیتر کوچک‌تر این خبر آمده‌است: «اسامی زنان اعدام شده: پری بلنده، ثریا ترکه و اشرف چهارچشم بود» عکسی از پری بلنده با چادر زیر این خبر چاپ شده‌است. در صفحهٔ دوم ستون پنج شرح کامل‌تری آمده‌است و بخشی از حکم دادگاه هم نوشته شده‌است.

### دادگاه
هیچ اطلاع یا گزارشی در مورد چگونگی محاکمه و دفاعیات متهم و نحوهٔ بازداشت ارائه نشده‌است. در گزارش کوتاه روزنامهٔ کیهان، که تنها منبع رسمی موجود است، آمده‌است که وی در «شعبه اول دادگاه انقلاب» محاکمه شد.

### رای صادره
طبق گزارش روزنامه کیهان صدور حکم در شعبه اول دادگاه انقلاب اسلامی تهران پس از چندین جلسهٔ رسیدگی سری به پرونده صورت گرفته‌است. بخشی از حکم صادره در این گزارش آمده‌است:
«... به‌جرم یک عمر فحشا و فساد و خرید و فروش دختران خردسال و زنان گول‌خورده و اغفال‌شده و دائر کردن مراکز فحشا و عشرت‌کده‌های مختلف که موجب انحراف نسل جوان این مملکت گردیده‌اید مفسدفی‌الارض شناخته شده به اعدام محکوم می‌گردد…»

### نحوه اعدام

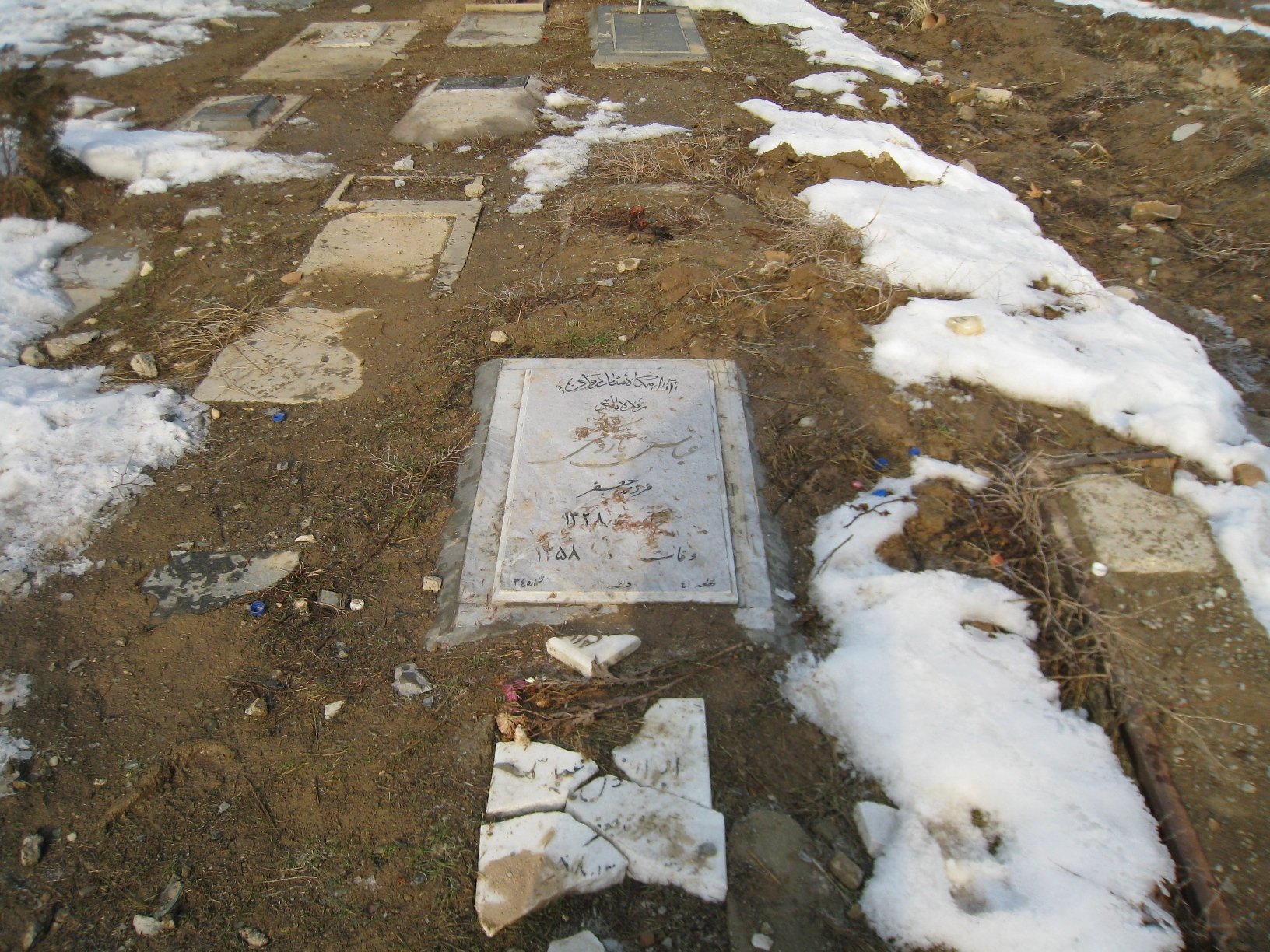
قطعه ۴۱ محدودهٔ آثار به‌جا مانده از قبر سکینه قاسمی در بهشت زهرا. ۱۹ بهمن ۱۳۸۶.

طبق گزارش روزنامهٔ کیهان چهار متهم از جمله سکینه قاسمی در ساعت یک بامداد ۲۱ تیر ۱۳۵۸ اعدام شده‌اند. در گزارش خبرنگار روزنامهٔ کیهان محل و نحوهٔ اعدام ذکر نشده‌است. در تیتر خبر نوع اعدام تیرباران ذکر شده‌است اما از محل اعدام هیچ خبری ارائه نشده‌است. طبق بعضی گزارش‌های غیررسمی سکینه قاسمی جلوی کافهٔ شکوفه‌نو به دار آویخته شده‌است.
وی در همان روز اعدام به تاریخ ۲۱ تیر ۱۳۵۸ در گورستان بهشت زهرا خاک شد. جسد وی در «قطعه ۴۱، ردیف ۸۷، قبر ۳۵» مدفون شده‌است.

## عفو بین‌الملل
نام سکینه قاسمی در بین ۴۳۸ نفری است که اعدامشان در گزارش اسفند ۱۳۵۸ سازمان عفو بین‌الملل اعلام شده‌است.

## ادبیات
«پری بلنده» در زبان عامیانه و روزمره و حتی ادبیات معاصر راه یافته‌است. برای نمونه در رمانی از هوشنگ گلشیری، در ولایت هوا، آمده‌است:

 «پری بلنده چه تن و بدنی داشت. پشت به او استکان را می‌گذاشت روی پیشانیش و ریز ریز چین‌های دامنش را می‌لرزاند و دستهایش را در هوا می‌چرخاند و کمرش را رو به او خم می‌کرد و حلقه به حلقهٔ موهایش می‌آمد پایین تا پیشانیش می‌رسید به جلو سینهٔ میرزا.»
همچنین در نمایش‌نامهٔ هاملت با سالاد فصل نوشتهٔ اکبر رادی نام یکی از شخصیت‌ها «پری بلنده» است. رادی در رمان «قبیله من» آورده‌است:

«- میگن تو خیابون جمشید خیلی‌هارو دار زدن، گفتن قاچاقچی بودن و پااندازهای شهر نو، چندتا زنم توشون بوده.
- آره یکیشون میگن پری بلنده بوده، اونم شهید شد.»
در داستان «کودکان خاک» به سوءاستفاده از کودکان دختر در حال گدایی توسط شخصیت داستان که «پری بلنده» نام دارد، اشاره می‌شود. چند نمونه دیگر:
- خون خورده، مهدی یزدانی خرم، نشر چشمه
- زبان‌لرزه، ناصر نجفی[۱۶]
- گفتگوهای زندان بچه جمشید.
- اسمک‌هایِ زندگی شعری از حسین شرنگ.